# 里德內 (伊久姆區)
48°59′4″N 37°4′2″E / 48.98444°N 37.06722°E
里德內（烏克蘭語：Рідне）是位於烏克蘭東部的村莊，由哈爾科夫州伊久姆區的巴爾溫科韋市鎮負責管轄。該村始建於1931年，面積1.07平方公里，海拔高度176米，2001年人口632，人口密度每平方公里593.4人。